# Running Up That Hill
Running Up That Hill (alternativamente Running Up That Hill (A Deal with God)) è un singolo della cantautrice britannica Kate Bush, pubblicato il 5 agosto 1985 come primo estratto dal quinto album in studio Hounds of Love.

## Descrizione
Il brano parla del rapporto tra i sessi: secondo Bush l'uomo e la donna per capirsi meglio dovrebbero scambiarsi i ruoli e mettersi nei panni dell'altro e per far ciò nel testo si immagina si debba correre su per una collina, oltrepassarla e fare un patto con Dio (da qui il sottotitolo). La cantante ha dichiarato che il titolo originario era A Deal with God, poi cambiato per evitare polemiche da parte di quel pubblico con una sensibilità religiosa più forte.
Nel 2012, in occasione della cerimonia di chiusura delle olimpiadi, viene presentata una versione remixata del brano accompagnata da un'originale esibizione, a cui l'artista non prenderà parte. Tale versione è stata in seguito pubblicata sotto il titolo di Remix 2012.

## Accoglienza
NME l'ha posizionata terza nella sua lista delle migliori tracce del 1985.

## Video musicale
Il video è stato diretto da David Garfath e coreografato da Diane Grey e presenta Bush e il ballerino Michael Hervieu danzare indossando entrambi delle hakama giapponesi.

## Tracce
Testi e musiche di Kate Bush.
7"
1. Running Up That Hill – 4:58
2. Under the Ivy – 2:07

12"
1. Running Up That Hill (Extended Version) – 5:43
2. Under the Ivy – 2:07
3. Running Up That Hill (Instrumental) – 4:54

## Cover e in altri media
Negli anni il brano è stato oggetto di numerose cover: si ricordano quella dei Faith and the Muse del 2001, quella dei Within Temptation del 2003 e quella realizzata dai Placebo sempre nel 2003 e pubblicata nel 2006 come singolo.
Nel 1986 il brano è stato utilizzato come tema musicale della serie televisiva per bambini Running Scared prodotta da BBC. Nel 2018 è stato inserito nell'episodio pilota della serie televisiva Pose, mentre nel 2022 il suo utilizzo nella quarta stagione della serie televisiva Stranger Things, sempre ambientata nel 1986, lo ha condotto a ricevere nuova popolarità a livello globale.

## Successo commerciale
Nel Regno Unito il singolo ha raggiunto la 3ª posizione nella Official Singles Chart datata al 25 agosto 1985, divenendo il secondo piazzamento più alto di Bush dopo Wuthering Heights che arrivò al numero uno nel 1978. Nell'agosto 2012, a seguito della pubblicazione del remix realizzato per le Olimpiadi, il brano è rientrato in top ten alla 6ª posizione. Grazie alla popolarità ritrovata dovuta a Stranger Things, nella pubblicazione del 3 giugno 2022 Running Up That Hill ha fatto ritorno nella hit parade all'8º posto con 26 159 unità di vendita. Dopo aver asceso alla 2ª posizione la settimana seguente, bloccato alla vetta da Harry Styles con As It Was a causa della accelerated chart ratio che interessa brani del passato che rientrano in classifica, nella pubblicazione del 17 giugno 2022 ha raggiunto il primo posto con 73 173 unità ricavate dallo streaming e 4 370 ricavate dai download, divenendo il brano che ha impiegato più tempo a raggiungere il vertice della graduatoria dal suo debutto, dopo 37 anni, superando Last Christmas dei Wham!, mentre Kate Bush ha così ottenuto il divario più lungo tra due singoli al numero uno, 44 anni di distanza dopo Wuthering Heights; a 63 anni e 11 mesi è inoltre divenuta l'artista più anziana ad arrivare prima in classifica, sorpassando Cher che nel 1999 a 52 anni ottenne un singolo numero uno con Believe. È risultata la 23ª canzone più consumata nel paese durante la prima metà del 2022.
Negli Stati Uniti il brano ha originariamente raggiunto la 30ª posizione della Billboard Hot 100 nel novembre 1985. Dopo il suo utilizzo in Stranger Things nel maggio 2022, Running Up That Hill ha incrementato gli ascolti del 9 900% sulle piattaforme di ascolto, raggiungendo la prima posizione della classifica giornaliera su iTunes e Spotify. Nella Hot 100 datata all'11 giugno 2022 il singolo è rientrato all'8ª posizione con 18 300 download digitali, 17,5 milioni di stream e 392 000 ascolti radiofonici, portando l'artista per la prima volta nella top ten statunitense. La settimana seguente ha raggiunto la 4ª posizione con 29 milioni di stream, 2,4 milioni di audience radiofonica e 22 200 copie digitali, completando l'ascesa in top five più duratura di una canzone non natalizia, di 36 anni e nove mesi. Nella pubblicazione del 25 luglio 2022 è salito al 3º posto grazie a 39,8 milioni di airplay radio, 19,3 milioni di stream e 10 000 download.
In Australia il singolo si è inizialmente posizionato al 6º posto della ARIA Singles Chart nel novembre 1985. Con l'uscita di Stranger Things è ritornata in classifica al 2º posto nella pubblicazione del 6 giugno 2022, per poi ascendere al vertice nella settimana successiva e divenire la seconda numero uno australiana di Bush dopo Wuthering Heights del 1978.
Nel giugno 2023 Running Up That Hill ha superato il miliardo di ascolti su Spotify.

## Classifiche

### Classifiche settimanali
| Classifica (1985-2022) | Posizione massima |
| ---------------------- | ----------------- |
| Argentina              | 47                |
| Australia              | 1                 |
| Austria                | 3                 |
| Belgio (Fiandre)       | 6                 |
| Belgio (Vallonia)      | 23                |
| Canada                 | 2                 |
| Croazia                | 4                 |
| Danimarca              | 6                 |
| Filippine              | 11                |
| Finlandia              | 6                 |
| Francia                | 3                 |
| Germania               | 3                 |
| Grecia                 | 2                 |
| India                  | 10                |
| Irlanda                | 3                 |
| Islanda                | 2                 |
| Italia                 | 18                |
| Lituania               | 1                 |
| Lussemburgo            | 1                 |
| Messico                | 20                |
| Norvegia               | 4                 |
| Nuova Zelanda          | 1                 |
| Paesi Bassi            | 3                 |
| Paraguay               | 51                |
| Portogallo             | 4                 |
| Regno Unito            | 1                 |
| Repubblica Ceca        | 2                 |
| Repubblica Dominicana  | 37                |
| Singapore              | 5                 |
| Slovacchia             | 2                 |
| Spagna                 | 39                |
| Stati Uniti            | 3                 |
| Sudafrica              | 6                 |
| Svezia                 | 1                 |
| Svizzera               | 1                 |
| Ungheria               | 6                 |
| Vietnam                | 40                |

### Classifiche di fine anno
| Classifica (1985) | Posizione |
| ----------------- | --------- |
| Australia         | 72        |
| Germania          | 30        |
| Paesi Bassi       | 40        |
| Classifica (2022) | Posizione |
| Australia         | 11        |
| Austria           | 46        |
| Belgio (Fiandre)  | 162       |
| Belgio (Vallonia) | 141       |
| Brasile           | 179       |
| Canada            | 24        |
| Danimarca         | 66        |
| Francia           | 53        |
| Germania          | 35        |
| Islanda           | 21        |
| Lituania          | 11        |
| Nuova Zelanda     | 29        |
| Paesi Bassi       | 59        |
| Regno Unito       | 6         |
| Stati Uniti       | 23        |
| Svezia            | 35        |
| Svizzera          | 33        |
| Ungheria          | 47        |